# Cagayán de Oro
Cagayán de Oro (abreviado como CdO) es una de las ciudades más importantes de Mindanao. Es la cabecera de la provincia filipina de Misamis Oriental y es el foco de la región de Mindanao del Norte (X Región). Según el censo de 2000, tiene 461 877 habitantes en 200 000 casas.
La ciudad tiene muchos apodos, como la Gateway to Northern Mindanao, la City of Whitewater Rafting and River Trekking y sobre todo la City of Golden Friendship.
Cagayán de Oro es la sede del muchas compañías internacionales como Del Monte Philippines (anteriormente la Philippine Packing Corporation), que ha estado operando en la ciudad desde los 1930s. Se transportan piñas de la provincia cercana de Bukidnon a la planta de tratamiento en Baranggay Bugo y después se envían al resto de Filipinas, Asia y el Pacífico.

## Idiomas
Un gran parte de los habitantes de Cagayán de Oro hablan cebuano aunque la mayoría entiende tagalo. La mayoría de los empleados del gobierno y comerciantes hablan inglés bastante bien.
Se ha notado un incremento del uso del chabacano debido a la inmigración interna desde Zamboanga, el uso del español está muy restringido y solo espontáneo entre las personas más ancianas a pesar de haber sido considerado tradicionalmente uno de los núcleos hispanohablantes más destacados.

## Educación
Cagayán de Oro es el foco educativo del Mindanao del Norte. La ciudad es la sede de grandes instituciones educativas del estado. Algunos de los establecimientos educativos son los siguientes:
- Aguilar College
- AMA Computer University Cagayan de Oro Campus
- Asian College of Science and Technology
- Blessed Mother College of Nursing
- Bugo School of Arts and Trade
- Cagayan de Oro College
- Cagayan de Oro High School
- Capitol University
- Corpus Christi School in Macasandig
- Gusa Regional Science High School
- Immanuel Mission School
- International School in Kauswagan
- Kong Hua School in Kauswagan
- Liceo de Cagayan University
- Little Me Learning School Archivado el 16 de abril de 2012 en Wayback Machine.
- Lourdes College Cagayan de Oro
- Marymount Academy
- Mindanao Polytechnic State College
- Misamis Oriental General Comprehensive High School Archivado el 28 de julio de 2011 en Wayback Machine.
- Montessori de Oro
- Oro Christian Grace School in Macasandig
- Philippine Women's University
- Pilgrim Christian College
- Rosevale School
- Sacred Heart of Jesus Montessori School
- Shekinah Glory Christian Academy
- Southern de Oro Philippines College
- St. Agustine School of Nursing
- St. Mary's School
- STI College Cagayan de Oro Campus
- Vineyard International Polytechnic College
- Xavier University - Ateneo de Cagayan
- Niña Maria Learning Center

## Geografía

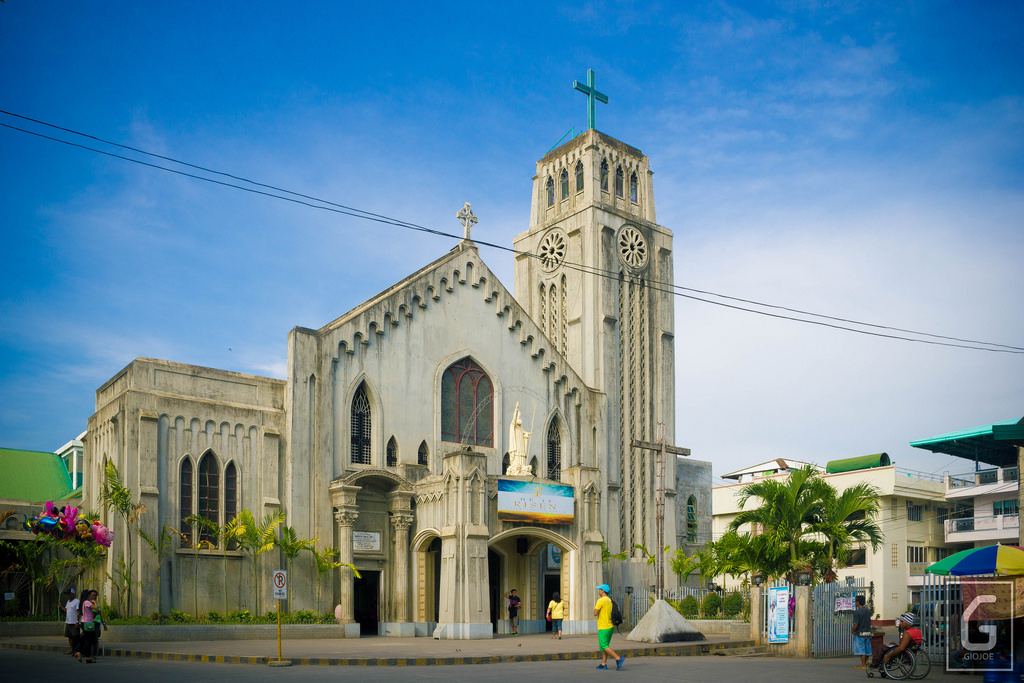
Catedral de San Agustín en Cagayán, la más antigua de Mindanao.

La ciudad está situada a 8°29′N 124°39′E / 8.483, 124.650 en Mindanao. Limita con Bukidnon al este y al sur, Manticao, Misamis Oriental al oeste y la bahía de Macajalar en el mar de Bohol. El río Cagayán divide la ciudad en el centro y se atraviesa por cuatro puentes. La ciudad está fuera del typhoon belt, pero está afectada por la zona de convergencia intertropical.

## Ciudades hermanadas
- Lawndale, California, Estados Unidos (desde 1986).
- Tainan, República de China (desde 2005).
- Harbin, Heilongjiang, China (desde 2007).
- Norfolk, Virginia, Estados Unidos (desde 2008).
- Gwangyang, Jeolla del Sur, Corea del Sur.